# Хатиџе-султанија (ћерка Бајазита II)
Хатиџе султанија (тур. Hatiçe Sultan) је била ћерка Бајазита II и Булбул-хатун.

## Биографија
Прво се удала за намесника Болуа Кара Мустафа-пашу 1479. године, где је пар и живео. Мустафа-паша је био лала Хатиџином оцу Бајазиту пре брака. Са њим је имала сина Мехмед-бега и Ајше-султанију. Брак је трајао две године, док паша није погубљен у Согуту.
Према легенди, Гедик Ахмед-паша је убедио султана да су Хатиџе-султанија и њен супруг присталице Џем-султана, због чега је султан Бајазит послао џелате да Мустафа-паши скину главу. Како је погубљен, Хатиџе-султанија је отишла за Истанбул и пошла да се суочи са својим оцем. Хатиџе је свом оцу-султану рекла да га се одриче, напустила Истанбул и настанила се у Бурси. Чак се причало да након њеног одласка, Хатиџе се изоловала од целе породице и ни са ким више није разговарала. Да би је казнио, отац је накнадно удаје за Фаик-пашу. Са Фаик-пашом је имала сина Ахмед-челебију (умро 1565) и Ханзаде-султанију.
Када је 1499-те године добила осипе по телу и почеле су да јој се отварају ране по кожи, речено је да је долазила у лечилиште да се исцељује лековитим водама, али како је лечење било неуспешно, до године је и преминула. На истом месту њен син Мехмед-бег је изградио маузолеј по њеном имену у Бурси. Поред ње је сахрањена њена рођена сестра Шах 1554. године.